# Niono
Cercle de Niono är en krets i Mali.   Den ligger i regionen Ségou, i den sydvästra delen av landet, 300 km nordost om huvudstaden Bamako. Antalet invånare är 365 443. Arean är 23 063 kvadratkilometer.
Terrängen i Cercle de Niono är platt.